# Гёте, Альма фон
Альма фон Гёте (нем. Alma Sedina Henriette Cornelia von Goethe; 29 октября 1827, Веймар, Германский союз — 29 сентября 1844 или 28 сентября 1844, Вена) — внучка Гёте, третий ребёнок Августа Гёте и его супруги Оттилии. Альма умерла от тифа во время поездки в Вену. Считается, что образ Альмы запечатлён в скульптуре Австрии на одноимённом венском фонтане. Портрет Альмы писала Луиза Зейдлер. Альме Гёте посвятил одно из своих стихотворений Франц Грильпарцер. Была похоронена в Вене, а в 1885 году прах был перевезён в Веймар.